# Augochlora erubescens
Augochlora erubescens là một loài Hymenoptera trong họ Halictidae. Loài này được Cockerell mô tả khoa học năm 1923.